# Cẩm Hưng, Cẩm Giàng
Cẩm Hưng là một xã thuộc huyện Cẩm Giàng, tỉnh Hải Dương, Việt Nam.
Xã Cẩm Hưng có diện tích 6,2 km², dân số năm 1999 là 5985 người, mật độ dân số đạt 965 người/km².
Xã Cẩm Hưng có 8 thôn: Đông Đô, Đức Tinh, Hỷ Duyệt, Đồng Quan, Hộ Vệ, Đồng Xuyên, Mậu Duyệt, Mậu Tân.

## Đình Hộ Vệ
Đình làng Hộ Vệ là di tích lịch sử văn hóa lâu đời trên địa bàn xã Cẩm Hưng. Đình Hộ Vệ thờ tướng nhà Đinh có tên là Đinh Hùng Lực, người có công theo giúp Vua Đinh Tiên Hoàng đánh dẹp loạn mười hai sứ quân.
Theo sắc phong Linh ứng Hộ Quốc Đại Vương. Thần họ Đinh tên húy là Hùng Lực, người xã Bảo Lộc huyện Mỹ Lộc. Giúp vua Đinh Tiên Hoàng khi dẹp loạn mười hai sứ quân, nhà vua bị vây ở Sách Trại – Vị Hoàng – Nam Định. Thần dẫn nhân đinh ở địa phương gia sức giải vây. Sau khi bình được thiên hạ, thần được vua ban tước và đất đai, nhà vua chuẩn cho xã Cận Duyệt phụng thờ thần.